# Leptogaster brevicornis
Leptogaster brevicornis là một loài ruồi trong họ Asilidae. Leptogaster brevicornis được Loew miêu tả năm 1872. Loài này phân bố ở vùng Tân Bắc giới.